# Ashville (Ohio)
Ashville egy falu Pickaway megyében, Ohio államban.

## Demográfiai adatok
A 2000-es népszámlálási adatok szerint a falu lakónépessége 3174 fő, a háztartások száma 1243 és 872 család él itt. A település népsűrűsége 785,6 fő/km². A településen 1337 lakás van, minden km²-re 330,9 lakás jut. A település lakosságának 97,83%-a fehér ember, 0,19%-a afroamerikai, 0,06%-a ázsiai, 0,32%-a indián, 0,19%-a egyéb rasszhoz tartozó és 1,42% két vagy több rasszhoz tartozó.

## Fordítás
Ez a szócikk részben vagy egészben  az   Ashville, Ohio című angol Wikipédia-szócikk ezen változatának fordításán alapul.  Az eredeti cikk szerkesztőit annak laptörténete sorolja fel. Ez a jelzés csupán a megfogalmazás eredetét és a szerzői jogokat jelzi, nem szolgál a cikkben szereplő információk forrásmegjelöléseként.